# Decret legislatiu
El decret legislatiu és una disposició normativa amb força de llei que dicta el Govern d'Espanya o el Govern de Catalunya a conseqüència de la delegació legislativa que li presenten les Corts Generals o el Parlament de Catalunya. Aquesta delegació té com a fonament legal l'article 82 de la Constitució Espanyola de 1978, en el cas del govern espanyol. D'altra banda, podem diferenciar un decret legislatiu estatal perquè sempre porta adjunt l'adjectiu de reial.
La delegació es porta a terme mitjançant una llei de delegació, i per a realitzar:
1. Textos articulats. En aquest cas la llei de delegació serà de bases.
2. Textos refosos. En aquest cas la llei de delegació no serà de bases. Simplement es recopilen les normes existents i es reescriu en un sol text.

La principal diferència amb el decret llei, és que mentre el primer regula matèria de necessitat o urgència, els decrets legislatius són un tràmit parlamentari i governamental lent per tal que el govern porti a terme una tasca tècnicament perfecta. A Espanya no es poden delegar matèries reservades a llei orgànica (les referents a drets i llibertats, les d'institucions bàsiques de l'Estat, les del règim de les comunitats autònomes ni les del règim electoral general)
La delegació haurà de ser expressa, per a matèria concreta, amb uns límits i controls i amb limitació de termini. No es permet la subdelegació. El decret legislatiu no cal convalidar-lo.